# Dr. Broadway
Dr. Broadway is een Amerikaanse misdaadfilm uit 1942 onder regie van Anthony Mann.

## Verhaal
Dokter Timothy Kane werkt in Broadway in New York. Op een dag redt hij een vrouw, die van een gebouw wil springen. Later blijkt dat ze bezig was met een reclamestunt. Dan vraagt een ter dood veroordeelde man hem om 10.000 dollar naar zijn dochter te brengen. Voordat dokter Kane het geld kan afleveren, wordt de man vermoord door bandieten. Ze stelen bovendien het geld uit zijn brandkast. Als gevolg daarvan wordt dokter Kane van moord beschuldigd.

## Rolverdeling
| Acteur            | Personage        |
| ----------------- | ---------------- |
| Macdonald Carey   | Dr. Timothy Kane |
| Jean Phillips     | Connie Madigan   |
| Eduardo Ciannelli | Vic Telli        |
| Richard Lane      | Patrick Doyle    |
| J. Carrol Naish   | Jack Venner      |
| Joan Woodbury     | Margie Dove      |
| Arthur Loft       | Mahoney          |
| Warren Hymer      | Maxie            |
| Frank Bruno       | Marty Weber      |
| Sid Melton        | Louie La Conga   |
| Olin Howland      | Professor        |
| Gerald Mohr       | Red              |
| Abe Dinovitch     | Benny            |
| Thomas W. Ross    | Magistraat       |
| Charles C. Wilson | McNamara         |